# Can Frias
Can Frias, també conegut com el Castellet, és un edifici de Badalona, al barri de Dalt de la Vila, i forma part del conjunt de la plaça de Barberà.
L'edifici es va construir a finals de segle XIX, arran d'un projecte del marquès de Barberà presentat el 1869 a l'Ajuntament de Badalona. Està situat a la plaça de Barberà i forma part del seu conjunt, i, per tant, té protecció total. A banda de l'accés a la plaça, que es fa per una escala, també té accessos pels carrers de la Costa i del Fossar Xic. Consta de planta baixa i dos pisos, la façana està decorada amb falsos carreus, el ràfec està coronat amb merlets i la coberta és plana. El 2010 es van dur a terme obres de rehabilitació de la façana, després d'anys d'abandonament i de queixes veïnals a causa de la degradació de l'edifici. L'Ajuntament de Badalona va instar els seus propietaris, els marquesos de Barberà, a prendre mesures a causa dels problemes de seguretat de la façana. El 2017 hagué de fer-se un sanejament de la finca.